# 노쓰케군

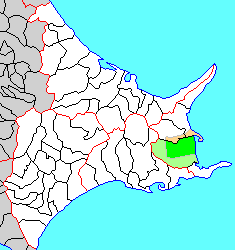
노쓰케 군의 위치

노쓰케군(일본어: 野付郡)은 일본 홋카이도 네무로 지청의 군이다.
인구 13,942명, 면적 1,319.63km², 인구밀도 10.6명/km².(2025년 2월 28일, 주민기본대장인구)
이하 1정으로 구성된다.
- 베쓰카이정(別海町)

## 역사
에도 시대의 노쓰케 군역은 마쓰마에번에 의해 설치된 네모로 장소에 포함되었다. 에도 시대 후기, 노쓰케 군역은 동 에조치에 속하고 있었다. 국방을 위해 1799년에 노쓰케 군역은 천령이 되었다. 1869년 노쓰케 군이 두어졌고 홋카이도 네무로국에 속했다.